# Sedum oxypetalum
Sedum oxypetalum är en fetbladsväxtart som beskrevs av Carl Sigismund Kunth. Sedum oxypetalum ingår i Fetknoppssläktet som ingår i familjen fetbladsväxter. Inga underarter finns listade i Catalogue of Life.

## Bildgalleri

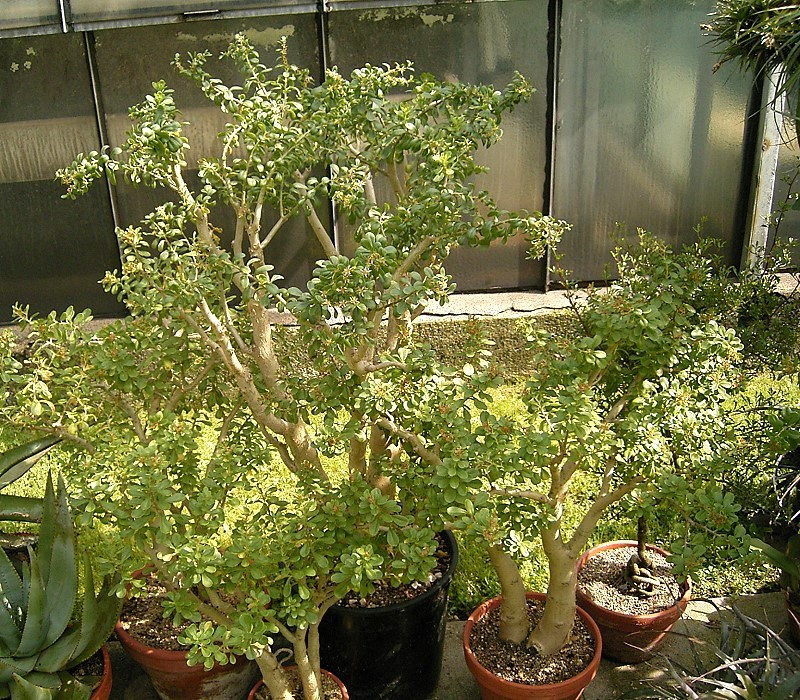
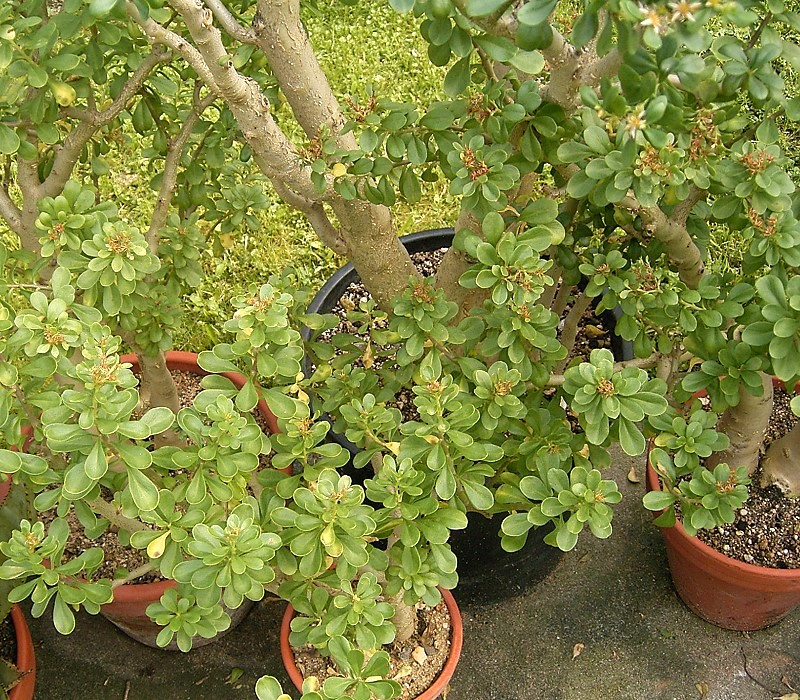
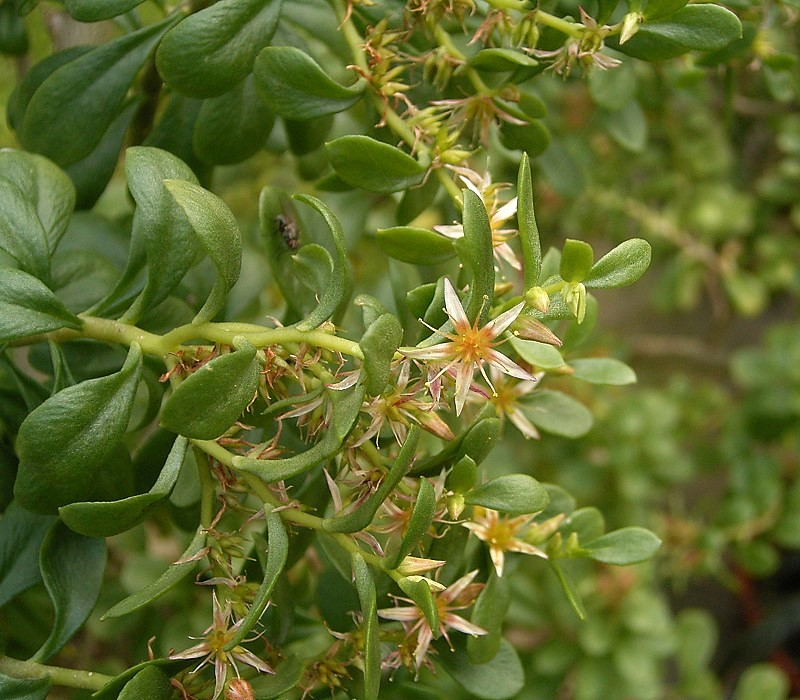
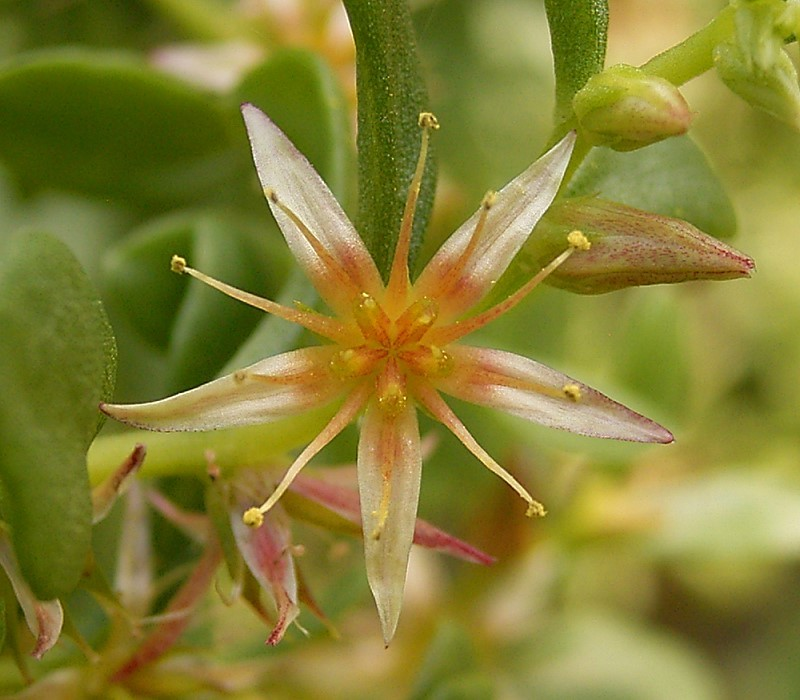
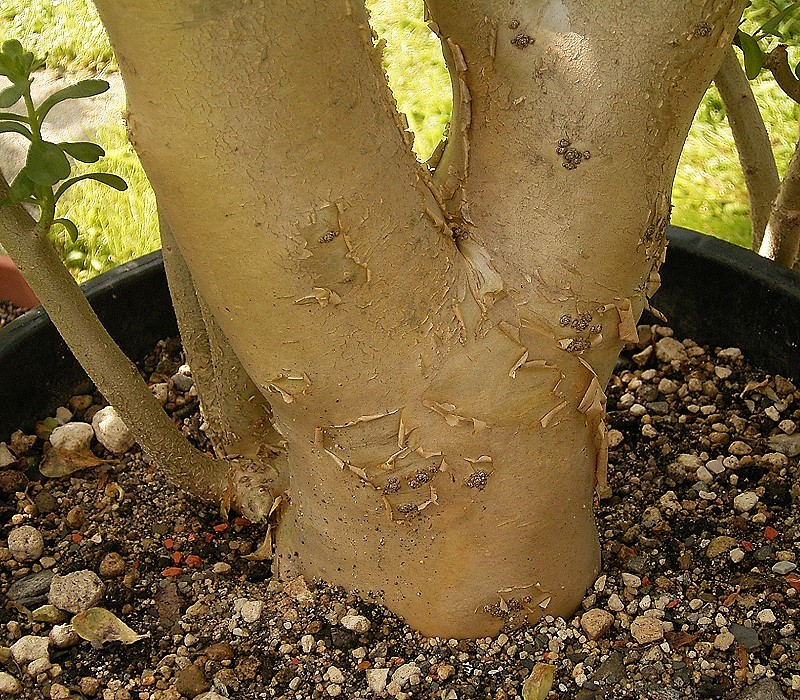